# Rumex nepalensis
Rumex nepalensis är en slideväxtart som beskrevs av Sprengel. Rumex nepalensis ingår i släktet skräppor, och familjen slideväxter. Arten har ej påträffats i Sverige.